# Finanzierungsneutralität
| Entscheidungsneutralität    | Entscheidungsneutralität    | Entscheidungsneutralität    |
| --------------------------- | --------------------------- | --------------------------- |
| {\displaystyle \Downarrow } | {\displaystyle \Downarrow } | {\displaystyle \Downarrow } |
| Investitionsneutralität     | Finanzierungsneutralität    | Rechtsformneutralität       |

Die Finanzierungsneutralität der Besteuerung bedeutet, dass unternehmerische Entscheidungen über die Finanzierungsstruktur steuerlich unverzerrt bleiben müssen. Hierbei kommen zwei Prinzipien als Voraussetzungen für die Finanzierungsneutralität zum Tragen. Das Korrespondenzprinzip, nach dem Einkommensminderungen, die ein Schuldner geltend machen kann, gleichzeitig beim Gläubiger in gleicher Höhe berücksichtigt werden müssen und das Syntheseprinzip, nach dem alle Finanzierungsformen dem gleichen Steuersatz unterliegen müssen. Finanzierungsneutralität besteht, wenn Schuldner und Gläubiger beide nach dem Muster der Johansson-Samuelson Theorem besteuert werden.